# ダイセツタカネヒカゲ
ダイセツタカネヒカゲ（大雪高嶺日陰 Oeneis melissa）は、チョウ目（鱗翅目）タテハチョウ科に属するチョウの一つ。

## 概要
翅表はベージュ色、翅裏は濃い茶色の草ずり模様で静止すると風景にまぎれる。ジャノメチョウ科特有の蛇の目紋は地色にほぼ埋没し、確認できても3個。あまり長くは飛ばず、岩の上などで体を横に倒し日光浴をする姿が観察される。訪花習性あり。近縁種タカネヒカゲに似るが、本種は性標を持たない。また国内での分布域は重ならない。
成虫になるまで足掛け3年かかる。越冬態は第一冬が1齢もしくは2齢幼虫、第二冬は5齢幼虫。食草はカヤツリグサ科のダイセツイワスゲ・ミヤマクロスゲなどで、1個ずつ葉に直接産みつける。6月上旬に蛹化し、成虫は主に7月中旬-下旬に発生する。
1965年5月12日に国の天然記念物（種指定・地域を定めず）に指定された。環境庁（当時）レッドデータブック掲載希少種（1991年）。

## 分布
日本国内では北海道の大雪山系の音更山・ニペソツ山や日高山脈の幌尻岳・戸蔦別岳の約1800m以上の高山帯に分布し、岩礫地に生息する。世界ではウラル山脈北部・シベリア東部・カムチャツカ半島から北アメリカ大陸北部など、北極を囲む寒冷地（周極要素）に分布する。

## 保全状況評価
ダイセツタカネヒカゲ Oeneis melissa daisetsuzana (Matsumura)
- 国指定の天然記念物
- 準絶滅危惧（NT）（環境省レッドリスト）